# Alan Silvestri
Alan Anthony Silvestri (New York 26. ožujka, 1950.) je američki skladatelj i dirigent najpoznatiji po djelima na području filmske glazbe. U svojoj je karijeri najčešće surađivao s redateljem Robertom Zemeckisom. Skladao je za velike kino hitove kao što su Povratak u budućnost trilogiju te Forrest Gump, a isto tako i za filmove o super junacima Kapetan Amerika: Prvi osvetnik i Osvetnici.

## Životopis
Alan Silvestri je američki državljanin talijanskog podrijetla. Odrastao je u gradu Teanecku u državi New Jerseyu, gdje je polazio osnovnu i srednju školu, a dvije godine je polazio i Berklee College of Music.
Silvestri je svoju filmsku i televizijsku skladateljsku karijeru započeo 1972. godine kada je prvi puta skladao glazbu za niskobudžetni akcijski film Doberman Gang.
Od 1977. do 1983. godine Silvestri je bio glavni skladatelj za TV show CHiPs, a napisao je glazbu za ukupno 109. epizoda.
Prvi puta je surađivao s redateljem Robert Zemeckisom, na filmu Lov na Zeleni Dijamant iz 1984. Od tada, Silvestri je skladao za sve Zemeckisove filmove, uključujući Povratak u budućnost trilogiju, Tko je smjestio Zeki Rogeru? iz 1988., Smrt joj dobro pristaje iz 1992., Forrest Gump iz 1994., Kontakt iz 1997., Brodolom života iz 2000., The Polar Express iz 2004., Beowulf iz 2007. i Let iz 2012.
Alan Silvestri je također poznat po glazbi za film Predator iz 1987. te Predator 2 iz 1990.
Od 2001. godine, Silvestri surađuje s redateljem Stephenom Sommersom, za kojega piše glazbu za filmove Povratak mumije iz 2001. godine, Van Helsing iz 2004. i G.I. Joe: Kobrin uzlet iz 2009.  
Također je skladao glazbu za televizijske serije, T.J. Hooker (jednu epizodu), Starsky & Hutch (tri epizode), Tales From The Crypt (sedam epizoda) i Manimal (pet epizoda).
Osim što se vrlo uspješno bavi glazbom i skladanjem za filmove, Alan Silvestri je također i vlasnik velikih vinograda koji su smješteni u Carmel Valley u Kaliforniji.

## Nagrade
Alan Silvestri je dva puta nominiran za Oscara. Jednom za najbolju originalnu glazbu za film Forrest Gump (1994.), a drugi puta za najbolju originalnu pjesmu "Believe" u animiranom filmu The Polar Express. Također ima dvije nominacije za Zlatni globus: za Najbolju glazbu iz filma Forrest Gump i Najbolju pjesmu iz The Polar Expressa.
Silvestri ima četiri nominacije za nagradu Grammy, a osvojio ih je dvije - za Najbolju pjesmu napisanu za film, televiziju i druge vizualne medije "Believe" iz filma The Polar Express, a 2002. za Najbolju instrumentalnu skladbu, za "Odjavnu temu" iz filma Brodolom života.
Osvojio je dvije nagrade Emmy, za Kozmos: odiseja u prostorvremenu za Najbolju glazbenu temu i Najbolju kompoziciju za epizodu "Standing Up in the Milky Way" za istoimenu seriju.
Isto tako osvojio je i tri nagrade Saturn za najbolju glazbu u filmovima Predator, Povratak u budućnost 3 te Van Helsing.
23. rujna 2011., uručena mu je nagrada Max Steiner Film Music Achievement Award od strane grada Beča na godišnjem gala koncertu filmske glazbe pod nazivom "Hollywood u Beču".

## Vanjske poveznice
- AlanSilvestri.com
- IMDb: Alan Silvestri (filmografija)
- Alan Silvestri na Soundtrackguide.net
- Castell'Alfero (Italy) country of Asti of which it is City Honorarium
- Diskografija Alana Silvestrija